# أندرو هندرسون
أندرو هندرسون (بالإنجليزية: Andrew Henderson) (من مواليد 8 سبتمبر عام 1950م) هو عالم نبات، من المملكة المتحدة، ولد في سري.